# 夏の誘惑
「夏の誘惑」（なつのゆうわく）は、西城秀樹の60枚目のシングル。1988年7月6日にRCAから発売された。

## 解説
- アルバム『33才』からのリカット・シングルで、前作「Blue Sky」同様、作詞はなかにし礼、作曲は井上大輔である[2]。
- 西城にとって久しぶりのフルオーケストラ・アレンジの楽曲となっている。

## 収録曲
（全作曲：井上大輔／編曲：船山基紀）
1. 夏の誘惑
作詞：なかにし礼
2. 夢のように
作詞：真名杏樹

## 収録アルバム
- 『33才』